# World Series of Poker Europe 2013
Die World Series of Poker Europe 2013 war die siebte Austragung der World Series of Poker in Europa. Sie fand vom 11. bis 25. Oktober 2013 erstmals im Casino Barrière d’Enghien im französischen Enghien-les-Bains statt.

## Turniere

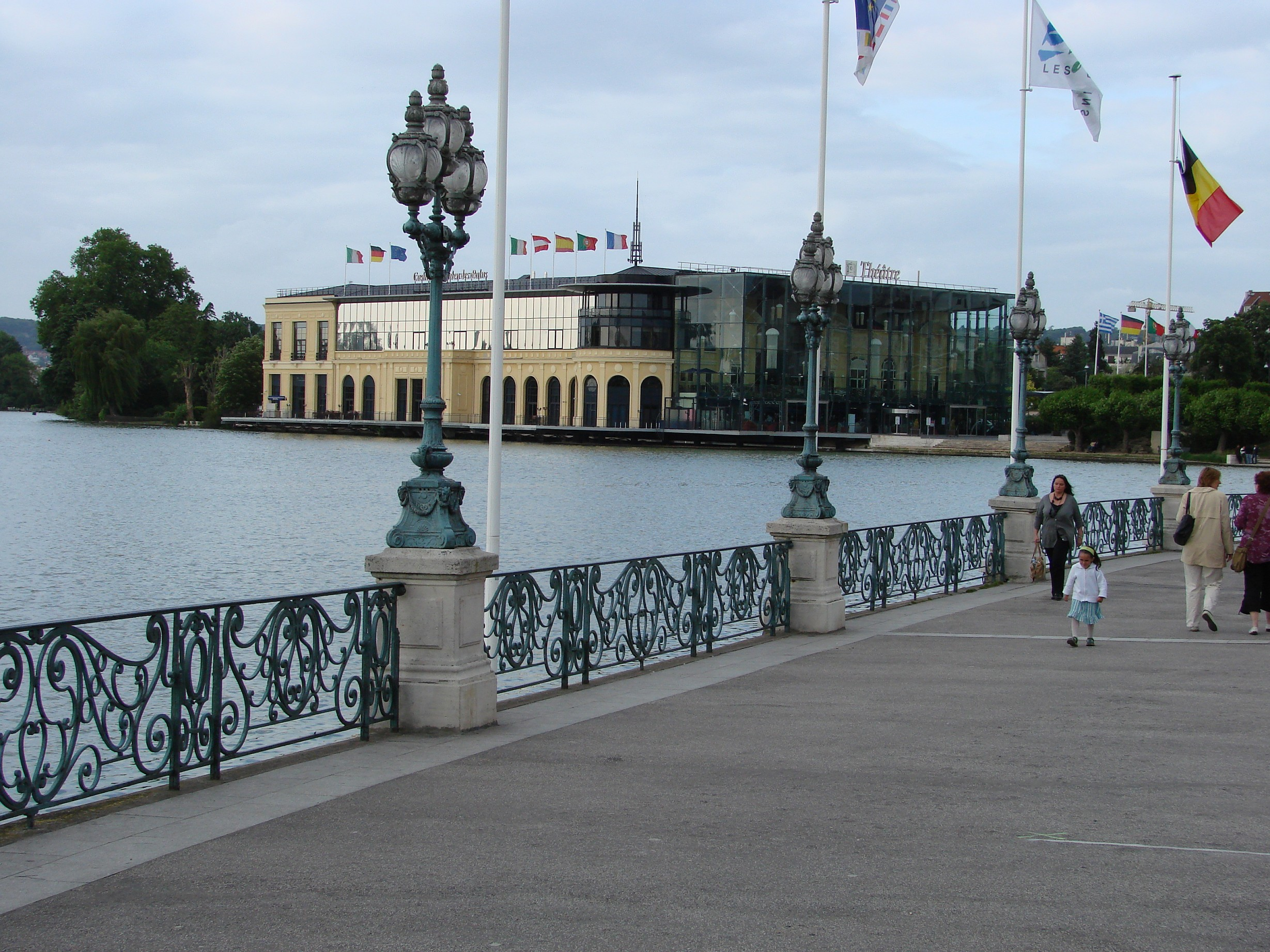
Alle Turniere wurden im Casino Barrière d’Enghien ausgetragen

### Struktur
Es standen acht Pokerturniere auf dem Turnierplan, wovon sechs in der Variante No-Limit Hold’em sowie zwei in Pot Limit Omaha gespielt wurden. Der Buy-in lag zwischen 1100 und 25.600 Euro. Beim ersten Event waren ausschließlich Frauen zugelassen. Für einen Turniersieg bekamen die Spieler neben dem Preisgeld ein Bracelet.

### Turnierplan
Im Falle eines mehrfachen Braceletgewinners gibt die Zahl hinter dem Spielernamen an, das wievielte Bracelet in diesem Turnier gewonnen wurde.
| # | Buy-in (in €) | Turnier                       | Turnierbeginn | Teilnehmer | Sieger                | Herkunft           | Preisgeld (in €) |
| - | ------------- | ----------------------------- | ------------- | ---------- | --------------------- | ------------------ | ---------------- |
| 1 | 01.100        | Ladies No-Limit Hold’em       | 11. Okt. 2013 | 065        | Jackie Glazier        | Australien         | 0.021.850        |
| 2 | 01.100        | No-Limit Hold’em Re-Entry     | 12. Okt. 2013 | 659        | Henrik Johansson      | Schweden           | 0.129.700        |
| 3 | 05.300        | Mixed-Max No-Limit Hold’em    | 14. Okt. 2013 | 140        | Darko Stojanovic      | Frankreich         | 0.188.160        |
| 4 | 01.650        | Pot Limit Omaha               | 15. Okt. 2013 | 184        | Jeremy Ausmus         | Vereinigte Staaten | 0.070.324        |
| 5 | 02.200        | No Limit Hold’em (9-handed)   | 16. Okt. 2013 | 337        | Roger Hairabedian (2) | Frankreich         | 0.148.820        |
| 6 | 03.250        | Mixed-Max Pot-Limit Omaha     | 17. Okt. 2013 | 127        | Noah Schwartz         | Vereinigte Staaten | 0.104.580        |
| 7 | 10.450        | Main Event – No-Limit Hold’em | 19. Okt. 2013 | 375        | Adrián Mateos         | Spanien            | 1.000.000        |
| 8 | 25.600        | High Roller No-Limit Hold’em  | 22. Okt. 2013 | 080        | Daniel Negreanu (6)   | Kanada             | 0.725.000        |

### Main Event

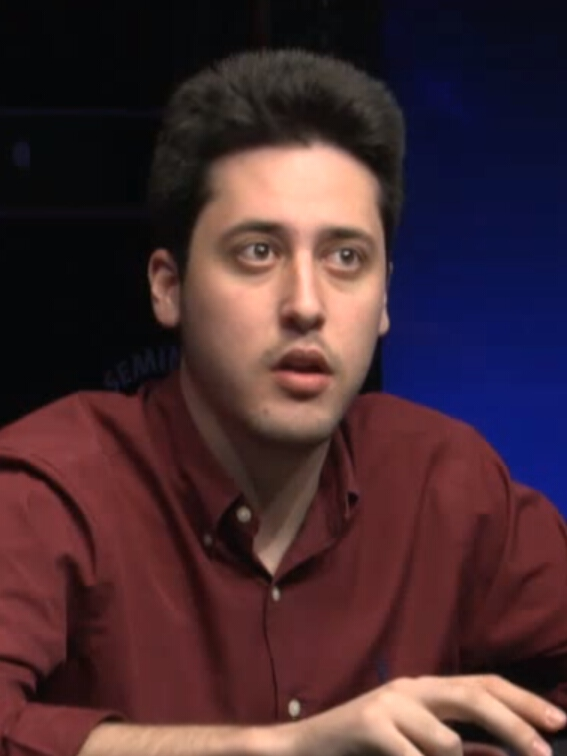
Adrián Mateos (2016)

Das Main Event wurde vom 18. bis 25. Oktober 2013 gespielt. Die finale Hand gewann Mateos mit A♠ K♣ gegen Souliers 9♦ 8♦.
| Platz | Herkunft           | Spieler           | Preisgeld (in €) |
| ----- | ------------------ | ----------------- | ---------------- |
| 1     | Spanien            | Adrián Mateos     | 1.000.000        |
| 2     | Frankreich         | Fabrice Soulier   | 0.610.000        |
| 3     | Deutschland        | Dominik Nitsche   | 0.400.000        |
| 4     | Frankreich         | Jerome Huge       | 0.251.000        |
| 5     | Vereinigte Staaten | Ravi Raghavan     | 0.176.000        |
| 6     | Deutschland        | Benjamin Spindler | 0.126.000        |
| 7     | Belarus            | Andrej Kanapelka  | 0.101.000        |
| 8     | Vereinigte Staaten | Shannon Shorr     | 0.077.500        |

## Player of the Year

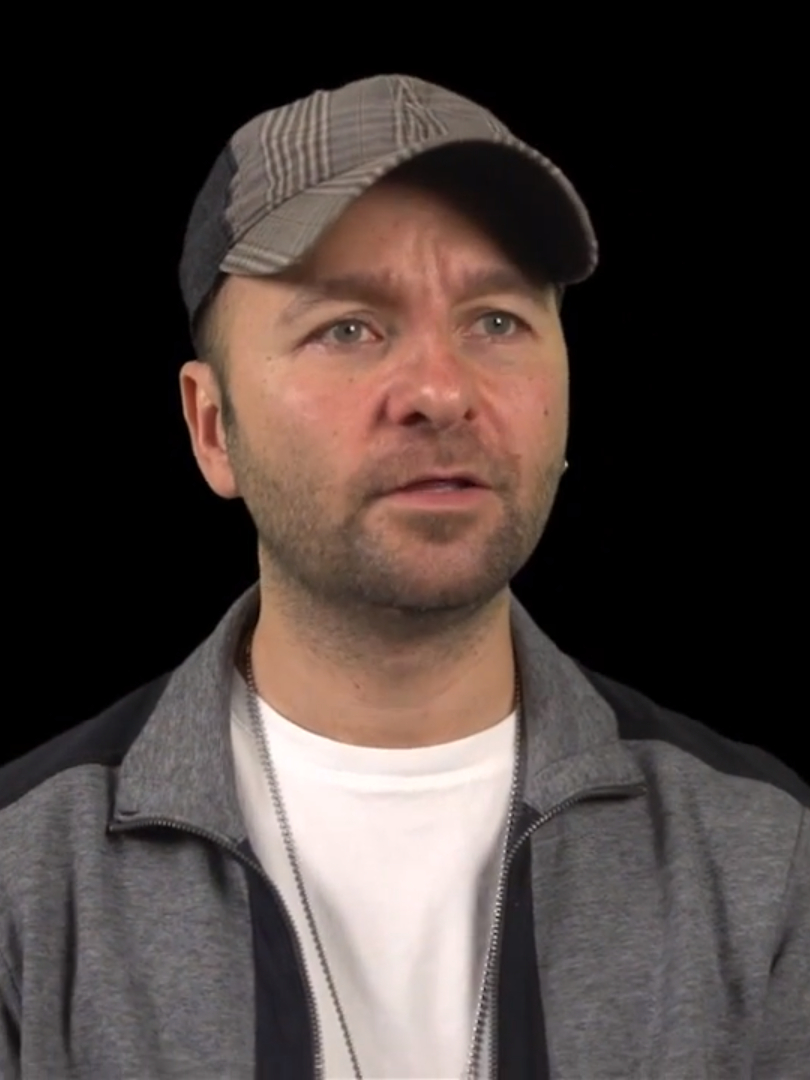
Daniel Negreanu (2013)

Die Auszeichnung als Player of the Year erhielt der Spieler, der über alle Turniere hinweg die meisten Punkte sammelte. Das Ranking beinhaltete auch die Turniere der Hauptturnierserie, die vom 29. Mai bis 16. Juli 2013 in Las Vegas ausgespielt wurde, sowie der World Series of Poker Asia Pacific, die vom 4. bis 15. April 2013 in Melbourne ausgetragen wurde. Sieger Daniel Negreanu gewann je ein Bracelet bei beiden Expansionen. Insgesamt erreichte er vier Finaltische und platzierte sich zehnmal in den Geldrängen.
| Platz | Herkunft               | Spieler             | Punkte |
| ----- | ---------------------- | ------------------- | ------ |
| 1     | Kanada                 | Daniel Negreanu     | 890,22 |
| 2     | Vereinigtes Konigreich | Matthew Ashton      | 665,75 |
| 3     | Vereinigte Staaten     | Ryan Riess          | 591,50 |
| 4     | Vereinigte Staaten     | Loni Hui            | 487,20 |
| 5     | Vereinigte Staaten     | David „Bakes“ Baker | 475,35 |
| 6     | Vereinigte Staaten     | Donald Nguyen       | 466,13 |
| 7     | Vereinigte Staaten     | Jeremy Ausmus       | 462,21 |
| 8     | Vereinigte Staaten     | Noah Schwartz       | 442,60 |
| 9     | Vereinigte Staaten     | Marco Johnson       | 439,38 |
| 10    | Vereinigte Staaten     | Tom Schneider       | 438,51 |